# Gris-gris (arbre)
Gris-gris est un nom vernaculaire en créole pour désigner au moins 4 espèces d'arbres sud-américains de la famille des Chrysobalanaceae:
- Couepia caryophylloides ou Gris-gris rouge
- Hirtella racemosa
- Licania alba
- Parinari campestris